# Passionistinnenklooster

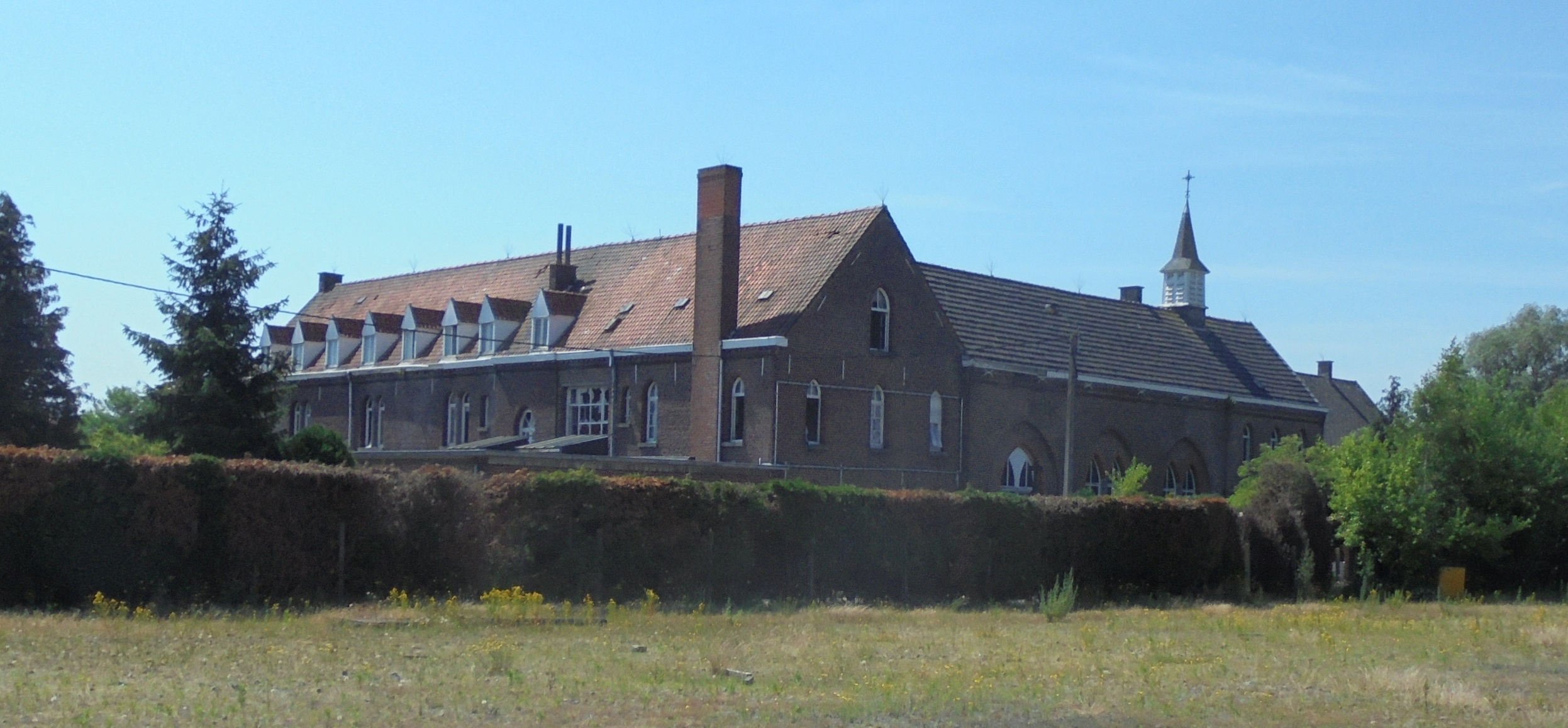
Passionistinnenklooster

Het Passionistinnenklooster (Mater Dolorosa) is een voormalig klooster van de zusters passionisten in de West-Vlaamse stad Tielt, gelegen aan Blekerijstraat 22.

## Geschiedenis
Het betreft een slotklooster voor de contemplatieve orde. De oorspronkelijk Franse zusters, afkomstig uit Mamers moesten uitwijken voor de seculariseringspolitiek en kwamen in 1904 naar Oudenaarde. In Tielt werd een klooster gebouwd en in 1905 kwam een hoofdvleugel gereed, in neogotische stijl. In 1908 werd de strikte clausuur ingevoerd. Ook werd het noviciaat ingewijd. In 1913 werd het klooster gedeeltelijk ommuurd en in 1914-1919 werd een kapel gebouwd, ontworpen door Sussenaire.
Tijdens de Eerste Wereldoorlog werd het klooster door de bezetter gebruikt als gevangenis voor krijgsgevangenen. Ook tijdens de Tweede Wereldoorlog werd het klooster door de bezetter in beslag genomen.
In 1953 werd een tweede vestiging van de passionisten geopend, te Heule. De laatste bouwactiviteit was in 1961. Het aantal roepingen, in eerste instantie groeiende, nam vervolgens snel af en in 2013 verlieten de laatste zusters het klooster.
In 2021 werd begonnen met de sloop van het gebouw door de firma Dumobil. Er is sprake van een volledige sloop om nieuwe woningen te bouwen.

## Gebouw
Het betreft een bakstenen complex in een sobere neogotische stijl. De hoofdvleugel is van 1905 en loodrecht daarop staat de kapel van 1919, met een dakruitertje. Ook de eenvoudige kapel is in neogotische stijl. Hier bevond zich een liggend wassen beeld van de heilige Sylvana, een in feite naamloze persoon uit de catacomben, vereerd als martelares en vernoemd naar pater Sylvius, die haar resten (beenderen) vanuit een clarissenklooster in Italië naar Tielt heeft overgebracht.